# Marlierea angustifolia
Marlierea angustifolia är en myrtenväxtart som först beskrevs av Otto Karl Berg, och fick sitt nu gällande namn av Joáo Rodrigues de Mattos. Marlierea angustifolia ingår i släktet Marlierea och familjen myrtenväxter. Inga underarter finns listade i Catalogue of Life.